# Кащеєва Раїса Олексіївна
Раїса Олексіївна Кащеєва (нар. 22 травня 1942, село Плетений Ташлик, тепер Маловисківського району Кіровоградської області) — українська радянська діячка, радіомонтажниця Кіровоградського заводу радіовиробів. Депутат Верховної Ради УРСР 11-го скликання. Член Президії Верховної Ради УРСР 11-го скликання.

## Біографія
Освіта середня спеціальна.
Трудову діяльність розпочала після закінчення школи в 1959 році лаборантом Маловисківського цукрового заводу Кіровоградської області.
З 1963 року — радіомонтажниця Кіровоградського заводу радіовиробів імені XXVI з'їзду КПРС.
Член КПРС з 1978 року.
Потім — на пенсії в місті Кіровограді (Кропивницькому).

## Нагороди
- орден Трудового Червоного Прапора
- орден Трудової Слави 3-го ст.
- медалі
- лауреат Державної премії СРСР (1983)